# 阿夫里伊 (奥恩省)
阿夫里伊（法語：Avrilly，法語發音：[avʁiji] ⓘ）是法国奥恩省的一个市镇，属于阿朗松区。

## 地理
阿夫里伊（48°32'21"N, 0°36'52"W）面积5.5 平方千米，位于法国诺曼底大区奧恩省，该省份为法国西北部内陆省份，北起顺时针与卡爾瓦多斯省、厄尔省、厄尔-卢瓦省、萨尔特省、马耶讷省和芒什省接壤。
与阿夫里伊接壤的市镇（或旧市镇、城区）包括：索塞、栋夫龙昂普瓦赖、圣布里斯、瑞维尼-瓦勒当代讷。

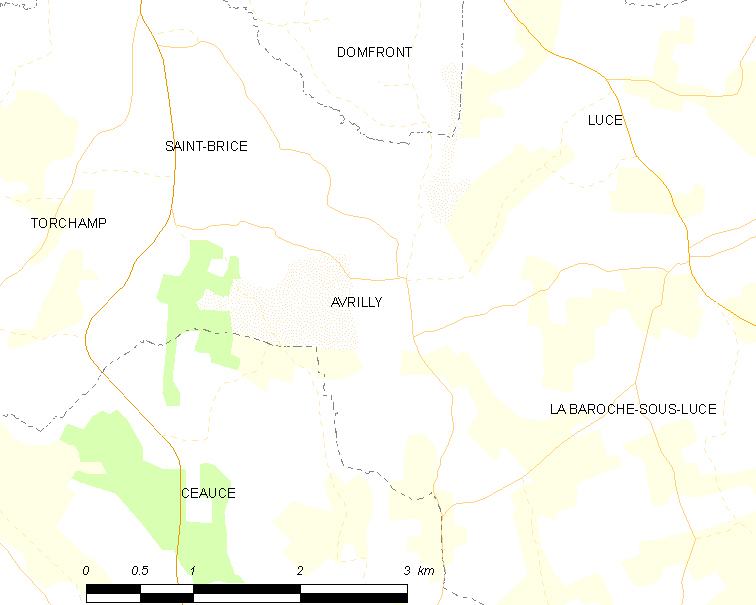
的OSM定位图

阿夫里伊的时区为UTC+01:00、UTC+02:00（夏令时）。

## 行政
阿夫里伊的邮政编码为61700，INSEE市镇编码为61021。

## 政治
阿夫里伊所属的省级选区为栋夫龙昂普瓦赖县。

## 人口

1962-2008年间人口变化图示

阿夫里伊于2022年1月1日时的人口数量为94人。